# Rivetina inermis
Rivetina inermis es una especie de mantis de la familia Mantidae.

## Distribución geográfica
Se encuentra en Yemen y en Arabia Saudita.